# 喇叭苗人
喇叭人，自稱“湖廣人”，喇叭人為他稱，來源於漢族新移民對他們的稱呼“老巴子”。喇叭人是中國貴州西部的一個族群。中华人民共和国成立后，因為一直不被漢族新移民認同，因此申報為獨立民族，但一直被定为“未识别民族”，在1985年被定為苗族。

## 歷史
喇叭人的族譜和口傳歷史記載，他們的祖上大多是明洪武十三年（1381年）來自湖廣行省寶慶府城步縣（今湖南邵陽市城步縣）調征雲南的軍戶，洪武二十年雲南平定後一部份退居貴州安順軍民府普安衛（治今六盤水盤縣特區）；洪武二十三年，安南所升編為衛（治今普安縣）；洪武二十五年，衛治遷尾灑堡（今晴隆縣）。從此，喇叭人便在這一帶定居至今。

## 語言
六百年過去，仍使用祖居地的語言湘語喇叭話，但隨著西南官話的強勢，年輕人大量使用明話了。

## 生活
以從事農耕與畜牧為主，現在大量年輕人外出打工。